# Oxygene (język programowania)
Oxygene (znany również jako Chrome) – język programowania pod platformę .NET stworzony przez firmę RemObjects. Oxygene bazuje na języku programowania Object Pascal. Składnia Oxygene jest bardzo podobna do składni Delphi.NET.
Kompilator Oxygene w pełni integruje się z Visual Studio 2003/2005/2008. Na chwilę obecną nie istnieją niezależne kompilatory Oxygene wraz z IDE.

## Właściwości
- Język platformy .NET
- Bazuje na języku Object Pascal
- Typy anonimowe
- Anonimowe metody i delegaty
- Metody asynchroniczne
- Obsługa .NET 2.0
- Obsługa LINQ
- Obsługa Windows Presentation Foundation.
- Obsługa Mono

## Przykładowe programy

### Hello World
```
namespace
 
HelloWorld
;

interface

type

  
HelloClass
 
=
 
class

  
public

    
class
 
method
 
Main
;

  
end
;

implementation

class
 
method
 
HelloClass
.
Main
;

begin

  
System
.
Console
.
WriteLine
(
'Hello World!'
)
;

end
;

end
.

```

### Kontenery generyczne
```
namespace
 
GenericContainer
;

interface

type

  
TestApp
 
=
 
class

  
public

    
class
 
method
 
Main
;

  
end
;

  
Person
 
=
 
class

  
public

    
property
 
FirstName
:
 
String
;

    
property
 
LastName
:
 
String
;

  
end
;

implementation

uses

  
System
.
Collections
.
Generic
;

class
 
method
 
TestApp
.
Main
;

begin

  
var
 
myList
 
:=
 
new
 
List
<
Person
>;
 
//lista obiektów typu Person

  
myList
.
Add
(
new
 
Person
(
FirstName
 
:=
 
'Boryslaw'
,
 
LastName
 
:=
 
'Bob'
))
;

  
myList
.
Add
(
new
 
Person
(
FirstName
 
:=
 
'Borys'
,
 
LastName
 
:=
 
'Bob'
))
;

  
myList
.
Add
(
new
 
Person
(
FirstName
 
:=
 
'BWB'
,
 
LastName
 
:=
 
'Bob'
))
;

  
Console
.
WriteLine
(
myList
[
1
]
.
FirstName
)
;

  
Console
.
ReadLine
;

end
;

end
.

```

### Metody generyczne
```
namespace
 
GenericMethodTest
;

interface

type

GenericMethodTest
 
=
 
static
 
class

public

  
class
 
method
 
Main
;

private

  
class
 
method
 
Swap
<
T
>
(
var
 
left
,
 
right
 
:
 
T
)
;

  
class
 
method
 
DoSwap
<
T
>
(
left
,
 
right
 
:
 
T
)
;

end
;

implementation

class
 
method
 
GenericMethodTest
.
DoSwap
<
T
>
(
left
,
 
right
 
:
 
T
)
;

begin

  
var
 
a
 
:=
 
left
;

  
var
 
b
 
:=
 
right
;

  
Console
.
WriteLine
(
'Type: {0}'
,
 
typeof
(
T
))
;

  
Console
.
WriteLine
(
'-> a = {0}, b = {1}'
,
 
a
 
,
 
b
)
;

  
Swap
<
T
>
(
var
 
a
,
 
var
 
b
)
;

  
Console
.
WriteLine
(
'-> a = {0}, b = {1}'
,
 
a
 
,
 
b
)
;

end
;

class
 
method
 
GenericMethodTest
.
Main
;

begin

  
var
 
a
 
:=
 
23
;
 
//brak deklaracji typu!

  
var
 
b
 
:=
 
15
;

  
DoSwap
<
Integer
>
(
a
,
 
b
)
;
 
//bez rzutowania uszczegóławiającego (ang. downcasting)

                         
//czyli bez rzutowania zmiennej do pewnego typu pochodnego

  
var
 
aa
 
:=
 
'abc'
;
 
//brak deklaracji typu!

  
var
 
bb
 
:=
 
'def'
;

  
DoSwap
<
String
>
(
aa
,
 
bb
)
;
 
//bez rzutowania uszczegóławiającego w tej metodzie

  
DoSwap
(
1.1
,
 
1.2
)
;
  
//brak deklaracji typu dla parametrów

  
Console
.
ReadLine
()
;

end
;

class
 
method
 
GenericMethodTest
.
Swap
<
T
>
(
var
 
left
,
 
right
 
:
 
T
)
;

begin

  
var
 
temp
 
:=
 
left
;

  
left
:=
 
right
;

  
right
 
:=
 
temp
;

end
;

end
.

```

Wyniki:
```
 
Typ
:
 
System
.
Int32

 
->
 
a
 
=
 
23
,
 
b
 
=
 
15

 
->
 
a
 
=
 
15
,
 
b
 
=
 
23

 
Typ
:
 
System
.
String

 
->
 
a
 
=
 
abc
,
 
b
 
=
 
def

 
->
 
a
 
=
 
def
,
 
b
 
=
 
abc

 
Typ
:
 
System
.
Double

 
->
 
a
 
=
 
1
,
1
,
 
b
 
=
 
1
,
2

 
->
 
a
 
=
 
1
,
2
,
 
b
 
=
 
1
,
1

```

### Obsługa typu string w instrukcji case (odpowiednika switch w języku C)
```
case
 
aClassID
.
ToUpper
 
of

   
'XYZ'
:
 
result
 
:=
 
TMyXYZClass
;

   
'ABC'
:
 
result
 
:=
 
TMyOtherClass
;

else
 
raise
 
new
 
Exception
(
'Invalid Class ID'
)
;

end
;

```

### Rozróżnianie typów klasy w instrukcji case
```
case
 
aClass
 
type
 
of

   
TMyXYZClass
:
 
TMyXYZClass
(
aClass
)
.
 
DoSomething
;

   
TMyOtherClass
:
 
TMyOtherClass
(
aClass
)
.
 
DoSomethingElse
;

else
 
raise
 
new
 
Exception
(
'Invalid Class Reference'
)
;

end
;

```

### Quine (program generujący swój własny kod źródłowy)
```
unit
;
 
interface
 
implementation
 
const
 
a
=
'unit; interface implementation const a='
;

method
 
Main
;
const
 
c
=
'const '
;
const
 
l
=
#13#10
;
const
 
p
=
'
''
'
;

const
 
b
=
'{0}{1}{0}{1};{3}method Main;{2}c={1}{2}{1};{2}l=#13#10;{2}p={1}{1}{1}{1};{3}'
;

const
 
d
=
'{2}b={1}{4}{1};{3}{2}d={1}{5}{1};{3}{2}e={1}{6}{1};{3}'
;

const
 
e
=
'begin System.Console.WriteLine(b+d+e,a,p,c,l,b,d,e);end;end.'
;

begin
 
System
.
Console
.
WriteLine
(
b
+
d
+
e
,
a
,
p
,
c
,
l
,
b
,
d
,
e
)
;
end
;
end
.

```